# Liste der denkmalgeschützten Objekte in Mútne
Die Liste der denkmalgeschützten Objekte in Mútne enthält die 15 nach slowakischen Denkmalschutzvorschriften geschützten Objekte in der Gemeinde Mútne im Okres Námestovo.

## Denkmäler
| Foto |                 | Denkmal / č. ÚZPF                                  | Standort / Konskr. Nr.                     | Offizielle Beschreibung                                 | Beschreibung                                   | Metadaten                                                                        |
| ---- | --------------- | -------------------------------------------------- | ------------------------------------------ | ------------------------------------------------------- | ---------------------------------------------- | -------------------------------------------------------------------------------- |
| BW   | Datei hochladen | Kapelle(sk) ObjektID: 507-233/0                    | Standort KG: Mútne Konskr.Nr.:             | sv.Trojice;kaplnka sv.Trojice                           | Dreifaltigkeitskapelle                         | č. NKP: 507-233/0 Stand des NKP: 2012-02-08 Name: KAPLNKA PRÍCESTNÁ              |
|      | Datei hochladen | Säule mit Relief am Sockel(sk) ObjektID: 507-235/1 | KG: Mútne Konskr.Nr.:                      | kamenný,sv.Rozália;pilier s reliéfom sv.Rozálie         | St. Rosalia                                    | č. NKP: 507-235/1 Stand des NKP: 2012-02-08 Name: PILIER S PODSTAVCOM A RELIÉFOM |
|      | Datei hochladen | Statue(sk) ObjektID: 507-235/2                     | KG: Mútne Konskr.Nr.:                      | sv.Jozef;socha sv.Jozefa                                | St. Josephus                                   | č. NKP: 507-235/2 Stand des NKP: 2012-02-08 Name: SOCHA                          |
| BW   | Datei hochladen | Säule mit Relief(sk) ObjektID: 507-2647/1          | Standort KG: Mútne Konskr.Nr.:             | kamenný,sv.Jozef;reliéf sv.Jozefa                       | St. Joseph                                     | č. NKP: 507-2647/1 Stand des NKP: 2012-02-08 Name: PILIER S RELIÉFOM             |
| BW   | Datei hochladen | Statuengruppe(sk) ObjektID: 507-2647/2             | Standort KG: Mútne Konskr.Nr.:             | sv.Trojica;súsošie sv.Trojice                           | heilige Dreifaltigkeit                         | č. NKP: 507-2647/2 Stand des NKP: 2012-02-08 Name: SÚSOŠIE                       |
| BW   | Datei hochladen | Säule mit Relief(sk) ObjektID: 507-2648/1          | Standort KG: Mútne Konskr.Nr.:             | kameň,Panna Mária,"peklo";reliéfy "pekla" a Panny Márie | Hölle und die Jungfrau Maria                   | č. NKP: 507-2648/1 Stand des NKP: 2012-02-08 Name: PILIER S RELIÉFMI             |
| BW   | Datei hochladen | Kreuz mit Körper(sk) ObjektID: 507-2648/2          | Standort KG: Mútne Konskr.Nr.:             | Ukrižovaný Kristus;socha Krista na kríži                | Der Gekreuzigte                                | č. NKP: 507-2648/2 Stand des NKP: 2012-02-08 Name: KRÍŽ S KORPUSOM               |
|      | Datei hochladen | Säule(sk) ObjektID: 507-2649/1                     | KG: Mútne Konskr.Nr.:                      | štvorboký,kamenný                                       | tetraedrisch aus Stein                         | č. NKP: 507-2649/1 Stand des NKP: 2012-02-08 Name: PILIER                        |
|      | Datei hochladen | Statue(sk) ObjektID: 507-2649/2                    | KG: Mútne Konskr.Nr.:                      | sv.Anna;socha sv.Anny                                   | St. Anna                                       | č. NKP: 507-2649/2 Stand des NKP: 2012-02-08 Name: SOCHA                         |
| BW   | Datei hochladen | Säule(sk) ObjektID: 507-2650/1                     | Standort KG: Mútne Konskr.Nr.:             | štvorboký,kamenný                                       | tetraedrisch aus Stein                         | č. NKP: 507-2650/1 Stand des NKP: 2012-02-08 Name: PILIER                        |
| ja   | Datei hochladen | Statue(sk) ObjektID: 507-2650/2                    | Standort KG: Mútne Konskr.Nr.:             | sv.Anton Paduánsky;socha sv.Antona Paduánskeho          | St. Antonius von Padua                         | č. NKP: 507-2650/2 Stand des NKP: 2012-02-08 Name: SOCHA                         |
| BW   | Datei hochladen | Denkmal(sk) ObjektID: 507-2823/0                   | Standort KG: Mútne Konskr.Nr.:             | Rowland V.;1814-88, lesník, pedagóg                     | für V. Rowland, Förster, Lehrer                | č. NKP: 507-2823/0 Stand des NKP: 2012-02-08 Name: PAMÄTNÍK                      |
| BW   | Datei hochladen | Kirche(sk) ObjektID: 507-232/0                     | 146 Standort KG: Mútne Konskr.Nr.: 146,188 | r.k.sv.Márie Magdalény;kostol sv.Márie Magdalény        | römisch-katholische Kirche St. Maria Magdalena | č. NKP: 507-232/0 Stand des NKP: 2012-02-08 Name: KOSTOL                         |
| BW   | Datei hochladen | Säule mit Sockel(sk) ObjektID: 507-234/1           | Standort KG: Mútne Konskr.Nr.:             | štvorboký,kamenný;pilier a podstavec s reliéfmi         | tetraedrisch aus Stein                         | č. NKP: 507-234/1 Stand des NKP: 2012-02-08 Name: PILIER S PODSTAVCOM            |
| BW   | Datei hochladen | Statue(sk) ObjektID: 507-234/2                     | Standort KG: Mútne Konskr.Nr.:             | Panna Mária s dieťaťom;socha Panny Márie s dieťaťom     | Jungfrau Maria mit Kind                        | č. NKP: 507-234/2 Stand des NKP: 2012-02-08 Name: SOCHA                          |

## Legende
Die Tabelle enthält im Einzelnen folgende Informationen:
| Foto:                    | Fotografie des Denkmals. |
| Denkmal / č. ÚZPF:       | Die Übersetzung der Bezeichnung des Denkmals, wie sie vom Slowakischen Denkmalamt (Pamiatkový úrad Slovenskej republiky) verwendet wird. Die Originalbezeichnung ist unter dem Fragezeichen angegeben. Fehlt die Übersetzung, so wird die Originalbezeichnung direkt angezeigt. Weiters ist die Objekt-Identifikationsnummer (Objekt ID) angeführt. Sie ist die offizielle, in der Slowakei eindeutige Nummer č. ÚZPF inklusive der zugehörigen Zählnummer, wie sie in den Daten des Denkmalamtes angegeben wird. Da diese nur innerhalb eines Landkreises gezählt wird, ist dessen Nummer der Denkmalnummer vorangestellt. |
| Standort:                | Wenn in der Liste vorhanden, ist die Adresse angegeben. In Klammern kann sich noch eine zusätzliche Adresse befinden, wenn es beispielsweise ein Eckhaus ist. Bei freistehenden Objekten ohne Adresse (zum Beispiel bei Bildstöcken) ist eine Adresse angegeben, die in der Nähe des Objekts liegt. Durch Aufruf des Links Standort wird die Lage des Denkmals in verschiedenen Kartenprojekten angezeigt. Darunter sind die Katastralgemeinde (KG) und, wenn vorhanden, die Konskriptionsnummer (Konskr. Nr.) angegeben.                                                                                                   |
| Offizielle Beschreibung: | Es ist die Kurzbeschreibung auf Slowakisch, wie sie in den offiziellen Listen angegeben ist, eingetragen. |
| Beschreibung:            | Kurze Angaben zum Denkmal auf Deutsch. |
| Metadaten:               | Zusätzlich werden, wenn in den persönlichen Einstellungen das Helferlein Dauerhaftes Einblenden von Metadaten aktiviert ist, ebensolche angezeigt. |

- Karte mit allen Koordinaten:
- OSM |
- WikiMap